# 1015 Christa
1015 Christa este o planetă minoră (asteroid), cu un diametru de 82,35 km, din centura de asteroizi. A fost descoperită pe 31 ianuarie 1924 la Observatorul Königstuhl de Karl Wilhelm Reinmuth și a fost numită după . 
Obiectul prezintă o orbită caracterizată de o semiaxă mare de 3,2047085 UAi, o excentricitate de 0,083122, o înclinație de 9,4464 ° în raport cu ecliptica.